# Berthold II. (Abt von St. Blasien)
Berthold II. (auch Berchtold; * in Ochsenhausen; † 2. Mai 1308 in St. Blasien) war von 1294 bis 1308 Abt im Kloster St. Blasien im Südschwarzwald.
Aus seiner Amtszeit sind frühe Zinsrödel überliefert: Das Kloster St. Blasien war für Besitzungen in Stampfenbach, Goldbach, Oerlikon, Wiesen bei Lindmage und einem Hof bei Stadeln dem Fraumünster Abgaben in Geld und Wachs schuldig. Diese Besitzungen waren Erblehen von 1224.
Weitere frühe Besitzungen bei Zürich (Sellenbüren) stammten vom Stifter Reginbert von Seldenbüren. Stampfenbach wurde später St. Blasianisches Amt mit eigenem Amtshaus.